# Kaj Birksted
Kaj Birksted (ur. 2 marca 1915, zm. 21 stycznia 1996) – duński lotnik, czołowy duński as myśliwski okresu II wojny światowej. Odniósł 10 pewnych zwycięstw powietrznych.

## Życiorys

### Młodość
Urodził się 2 marca 1915 w Kopenhadze. Krótko po narodzinach jego rodzina przeniosła się do Stanów Zjednoczonych. Do Danii powrócili 12 lat później. W 1928 Birksted rozpoczął naukę w szkole z internatem Birkerød. W 1936 wstąpił do Akademii lotnictwa marynarki wojennej. Dwa lata później służył w rezerwie. 22 grudnia 1937 został mianowany podporucznikiem (Flyverløjtnant-II) a w styczniu 1940 otrzymał awans na porucznika (Flyverløjtnant-I).

### II wojna światowa
9 kwietnia 1940 podczas niemieckiej inwazji na Danię służył w bazie Lotnictwa marynarki wojennej w Slipshavn. W nocy z 16 na 17 kwietnia wraz ze znajomym oficerem Charlesem Sundby przedostał się łodzią do Szwecji a następnie do Wielkiej Brytanii. Od października 1940 szkolił się w Little Norway (obóz szkoleniowy norweskich sił powietrznych) niedaleko Toronto. 1 listopada został przyjęty do Norweskich Sił Powietrznych w stopniu podporucznika (Fenrik), 1 grudnia awansował na porucznika (Løytnant). Do  Wielkiej Brytanii wrócił w marcu 1941, w maju odbył szkolenie na samolotach Hawker Hurricane w No. 56 Operational Training Unit (56 OTU), w czerwcu otrzymał przydział do 43 dywizjonu RAF, w lipcu został przydzielony jako dowódca eskadry do norweskiego 331 dywizjonu RAF stacjonującego w Catterick. W kwietniu 1942, po przeniesieniu do North Weald, dywizjon został przezbrojony w Spitfire'y Mk V. 19 czerwca 1942 Birksted odniósł swoje pierwsze zwycięstwo powietrzne nad samolotem Focke-Wulf Fw 190. 24 lipca 1942 awansował na kapitana (Kaptein) a 19 sierpnia brał udział w operacjach wspomagających Rajd na Dieppe. Od września 1942 do kwietnia 1943 dowodził dywizjonem 331. 1 sierpnia 1943 otrzymał promocję na stopień podpułkownika (Oberstløytnant) niedługo potem objął dowództwo 132 skrzydła (No. 132 Wing RAF) wyposażonego w Spitfire'y Mk. IX. W marcu 1944, po odbyciu pełnej kolejki lotów bojowych został przeniesiony jako planista operacyjny w do 11 Grupy (No. 11 Group RAF) w Uxbridge. 16 marca 1945 został dowódcą skrzydła (Wing Commander Flying) w bazie Bentwaters gdzie latał na Mustangach.

### Czasy powojenne
Po zakończeniu działań wojennych wrócił do Danii i wstąpił do nowo utworzonych Królewskich Duńskich Sił Powietrznych. W 1960 w stopniu pułkownika objął stanowisko w NATO.

## Ordery i odznaczenia
- Distinguished Service Order
- Distinguished Flying Cross
- Order Imperium Brytyjskiego[3]
- Order Danebroga
- Krzyż Wojenny[4][5]
- Medal za Udział w Wojnie 1940-45
- Order Świętego Olafa[6]
- Defence Medal 1940–1945[3]
- Medal 70-lecia Króla Haakona VII[3]